# لیپووینا
لیپووینا (به لاتین: Lipowina) یک روستا در لهستان است که در گمینا برانگوو واقع شده‌است. لیپووینا ۸۹۲ نفر جمعیت دارد.